# Lars Sullivan
Dylan Miley (Westminster, Colorado, 6 juli 1988) is een Amerikaans voormalig professioneel worstelaar die best bekend is van zijn tijd bij WWE onder de ringnaam Lars Sullivan. In 2013 ging Miley naar WWE en bracht een aantal jaren training door in het WWE Performance Center. In 2017 maakte hij zijn debuut bij WWE's NXT brand (merk). Hij maakte in april 2019 zijn debuut bij het hoofdrooster op de Raw brand en later dat jaar werd hij nog verwezen naar SmackDown. In 2021 werd hij vrijgegeven van zijn contract door WWE, wegens blessures, psychische problemen en het opnieuw opduiken van zijn eerdere controverses.

## Prestaties
- Pro Wrestling Illustrated
  - Gerangschikt op nummer 84 van de top 500 single worstelaars in de PWI 500 in 2018[5]